# Dietrich Wilde
Dietrich Wilde (Pseudonym Dietrich Güstrow; * 26. März 1909 in Suderode; † 29. März 1984 in Peine) war ein deutscher Jurist, Strafverteidiger in den Prozessen gegen die Hitler-Attentäter und Stadtdirektor in Peine.

## Leben
Nach dem im März 1927 am Melanchthon-Gymnasium in Quedlinburg abgelegten Abitur studierte Wilde Rechtswissenschaften an der Friedrich-Wilhelms-Universität zu Berlin. Dort gehörte er seit 1927 der Burschenschaft Franconia an (seit 1950 Berliner Burschenschaft der Märker). Im Sommer 1929 wechselte er an die Universität Freiburg und im Winter 1929 an die Universität Göttingen. Nach seinem Referendarexamen am Oberlandesgericht Celle 1931 war er Referendar in Güstrow, Ballenstedt, Halberstadt sowie am Kammergericht Berlin. Im Mai 1935 legte er sein Assessorexamen ab und war danach Anwaltsassessor und später Rechtsanwalt in Berlin-Wilmersdorf. Seit 1939 Rechtsanwalt in eigener Praxis war er im Zweiten Weltkrieg zusätzlich Wahlverteidiger an Sondergerichten, Kriegsgerichten sowie am Volksgerichtshof – unter anderem für Angeklagte des Hitler-Attentats vom 20. Juli 1944.
Nach der Totalzerstörung seiner Praxis durch sowjetische Truppen im Frühjahr 1945 wurde Wilde im April 1945 durch die amerikanische Militärregierung als kommissarischer Bürgermeister von Gernrode eingesetzt. Ab Mitte Juni 1945 lebte er im Haus Burgstraße 1 in Gernrode. Aus dieser Position wurde er jedoch im Oktober 1945 von der sowjetischen Militärregierung wieder entlassen und war danach Stadt- und Kreisrichter in Quedlinburg sowie ab 1946 Landgerichtsdirektor in Magdeburg. Auf einer vom Justizministerium einberufenen Konferenz der Landgerichte in Sachsen-Anhalt lernte er als delegierter Richter aus Magdeburg und gewählter Sprecher den amtierenden Generalstaatsanwalt Werner Fischl persönlich kennen und wurde von diesem als „Säule unserer Magdeburger Rechtsprechung“ in einem kollegialen Gespräch gewürdigt.
Ab 1. März 1947 wurde Wilde in Halle (Saale) Landgerichtsdirektor. Dort wurde er im selben Jahr zusätzlich zu seiner Richtertätigkeit zum Universitätssyndikus der Martin-Luther Universität durch den Ministerpräsidenten von Sachsen-Anhalt und amtierenden Justizminister Erhard Hübener berufen und er arbeitete mit dem Hallenser Universitätskurator Elchlepp, einem früheren Bekannten, eng zusammen.
Anfang 1948 siedelte Wilde nach West-Deutschland über und wurde im März 1948 zum Stadtdirektor (Bürgermeister) in Peine bei Hannover gewählt. 1974 trat er in den Ruhestand. 1981 veröffentlichte Wilde unter dem Pseudonym „Dietrich Güstrow“ den Bericht Tödlicher Alltag – Strafverteidiger im Dritten Reich.

## Familie
Wilde heiratete am 2. Oktober 1937 Hildegard Hamel. Aus der Ehe entsprangen zwei Töchter und ein Sohn.

## Öffentliche Ämter
- April–Oktober 1945: kommissarischer Bürgermeister von Gernrode
- 1945–1948: Jurist im Staatsdienst u. a.
- 1948–1974: Stadtdirektor in Peine
- 1953–1973: Vorsitzender des Niedersächsischen Städtebundes
- 1956–1972: Vizepräsident des Deutschen Städtetages
- 1964–1969: Mitglied der Sachverständigenkommission für die Verwaltungs- und Gebietsreform

## Auszeichnungen
- Großes Verdienstkreuz des Niedersächsischen Verdienstordens (1969)
- Großes Verdienstkreuz der Bundesrepublik Deutschland[4] (1973)
- Das politische Buch, Preis der Friedrich-Ebert-Stiftung (1983)

## Schriften
- Peine: der Weg zur Mittelstadt 1945–1955. Brilon/Westf. : Länderdienst-Verl., 1956.
- Peine, die schaffende Stadt. (mit Werner Raddatz), Mimos Verlag, Hameln 1960.
- Kreisstadt Peine. Stadt Peine, Peine 1962.
- Kreisstadt Peine – Ein Situationsbericht. Stadt Peine, Peine 1971.
- Heinrich Hauer, ein Leben im Geist Pestalozzis: e. Ostharzer als Pionier d. Sonderschulwesens. In: Unser Harz. Band 24, 1976.
- Tödlicher Alltag – Strafverteidiger im Dritten Reich. (Güstrow, Dietrich), Berlin 1981. Siedler Verlag 1986, ISBN 978-3886800094.
- Sophia Albertina, Prinzessin von Schweden: die letzte (39.) Äbtissin des kaiserlichen-Reichsstiftes zu Quedlinburg (1753–1892). In: Unser Harz. Band 30, 1982.
- In jenen Jahren: Aufzeichnungen eines „befreiten“ Deutschen. (Güstrow, Dietrich), Severin u. Siedler, Berlin 1983. Siedler 1986, ISBN 978-3886800490.